# Tissaf
Tissaf (franska: Tissaf (CR), Tissaf (Commune Rurale), arabiska: الرميلة) är en kommun i Marocko.   Den ligger i provinsen Boulemane och regionen Fès-Meknès, i den nordöstra delen av landet, 300 km öster om huvudstaden Rabat. Antalet invånare är 9 016.